# 大伴牛養
大伴 牛養（おおとも の うしかい）は、奈良時代の公卿。名は牛飼とも記される。常道頭・大伴吹負の子。官位は正三位・中納言。

## 経歴
和銅2年（709年）従六位上から三階昇進して従五位下に叙爵し、翌和銅3年（710年）遠江守に任ぜられる。のち、和銅7年（714年）従五位上、養老4年（720年）正五位下と元明朝から元正朝にかけて順調に昇進した。養老5年（721年）には左衛士督として右衛士督・日下部老と共に、父母との離別が長期間に亘るため衛士の逃亡が多発していることを理由に、衛士の役務年数を3年に短縮するよう奏上し、認められている。
聖武朝前半は、神亀6年（729年）に発生した長屋王の変の影響を受けたためか、叙位任官の記録がない。天平9年（737年）藤原四兄弟が相次いで没してまもなく正五位上に昇叙されると、聖武朝半ばより急速に昇進し、天平10年（738年）従四位下・摂津大夫を経て、天平11年（739年）参議に任ぜられ公卿に列す。
議政官として、摂津大夫・兵部卿を兼ねる一方、天平15年（743年）従四位上に昇叙される。この間の天平14年（742年）紫香楽行幸に際して平城留守司、天平16年（744年）難波行幸に際して恭仁宮留守司と、聖武天皇の行幸に際して旧京の留守役を務めている。天平17年（745年）正月の紫香楽宮遷都に際して、急な造都であったことから本来その役割を担うべき石上・榎井両氏を召集できなかったため、衛門督・佐伯常人と共に大楯と槍を宮の門に立てる役割を務め、まもなく三階昇進して従三位に叙せられる。天平18年（746年）に七道に対して鎮撫使が再設置されると、山陽西海道両道の鎮撫使を兼ねた。
天平21年（749年）4月に正三位・中納言に叙任されるが、同年閏5月29日薨去。最終官位は中納言正三位。

## 官歴
『続日本紀』による。
- 時期不詳：従六位上
- 和銅2年（709年） 正月9日：従五位下
- 和銅3年（710年） 5月8日：遠江守
- 和銅7年（714年） 3月28日：従五位上
- 養老4年（720年） 正月11日：正五位下
- 養老6年（722年） 日付不詳：左衛士督[3]
- 天平9年（737年） 9月28日：正五位上
- 天平10年（738年） 正月13日：従四位下。閏7月7日：摂津大夫
- 天平11年（739年） 4月21日：参議
- 天平14年（742年） 8月27日：平城留守司
- 天平15年（743年） 5月5日：従四位上
- 天平16年（744年） 日付不詳：兼兵部卿[4]。2月2日：恭仁宮留守司
- 天平17年（745年） 正月7日：従三位（越階）
- 天平18年（746年） 4月5日：兼山陽西海道鎮撫使
- 天平21年（749年） 4月1日：正三位、中納言。閏5月29日：薨去（中納言正三位）

## 系譜
- 父：大伴吹負[5]
- 母：不詳